# Zygmunt Antoniewicz
Zygmunt Antoniewicz (ur. 17 września 1874 w Kowalewie Pomorskim, zm. 9 maja 1919 w drodze ze Lwowa do Poznania) – polski żołnierz i malarz ormiańskiego pochodzenia, uczestnik I wojny światowej, powstania wielkopolskiego i wojny polsko-bolszewickiej. Podpułkownik Wojska Polskiego. Kawaler Orderu Virtuti Militari.

## Życiorys
Urodził się 17 września 1874 w Kowalewie Pomorskim w rodzinie polskiego Ormianina, podpułkownika Michała Wacława Antoniewicza i austriackiej Ormianki Augusty von Wolf (Kajlkeri/ԳԱՅԼՔԵՐԻ). Po ukończeniu Gimnazjum im. Karola Marcinkowskiego w Poznaniu, studiował sztuki piękne. Pracował jako malarz.
Po wcieleniu do armii pruskiej odbył służbę wojskową i walczył na wielu frontach I wojny światowej, po czym został oficerem powstania wielkopolskiego. Po zwycięstwie powstania, za radą przyjaciela rodziny i głównodowodzącego powstania, generała Józefa Dowbor-Muśnickiego, przeszedł do Wojska Polskiego. Wziął udział w wojnie polsko-bolszewickiej i jako oficer w dniu 6 maja 1919 roku pod Lwowem został ciężko ranny.
Zmarł 9 maja 1919 w drodze do Poznania w wieku 44 lat. Rozkazem marszałka Józefa Piłsudskiego uznano go za Poległego na Polu Chwały i pośmiertnie odznaczono Orderem Virtuti Militari. Został pochowany na cmentarzu Bohaterów na stokach Cytadeli Poznańskiej – na jego własne życzenie – wśród towarzyszy broni na parceli powstańców wielkopolskich.

## Życie prywatne
26 maja 1904 w Toruniu ożenił się z Józefą Kurzyńską (1877–1956). Mieli sześcioro dzieci: Janinę (ur. 1905), Halinę Leokadię (1906–1991), Zdzisława (1908–1984; dziennikarza, trenera i sędziego sportowego), Janusza (1912–1991), Urszulę (1915–2000) i Tadeusza (ur. 1915).